# ورینکول
ورینکول (به انگلیسی: Variyankaval) یک روستا در هند است که در Ariyalur district واقع شده‌است.

## خصوصیات
ورینکول ۴٬۱۲۵ نفر جمعیت دارد.